# HMS Rotherham (H09)
«Ротергам» (H09) (англ. HMS Rotherham (H09) — військовий корабель, лідер ескадрених міноносців типу «R» Королівського військово-морського флоту Великої Британії за часів Другої світової війни.
Ескадрений міноносець «Ротергам» закладений 10 квітня 1941 року на верфі компанії John Brown & Company у Клайдбанку. 21 березня 1942 року він був спущений на воду, а 27 серпня 1942 року увійшов до складу Королівських ВМС Великої Британії. Есмінець брав участь у бойових діях на морі в Другій світовій війні, бився на Тихому океані.

## Історія служби

### 1944
19 квітня 1944 року «Ротергам» взяв участь у повітряно-морській військовій операції з бомбардування авіаносною авіацією союзників (оперативні групи 69 та 70) важливих цілей — об'єктів нафтової промисловості — на окупованій японськими військами території острова Сабанг (північніше Суматри).
З 16 на 17 травня «Ротергам» залучався до чергової масштабної військової операції із завдавання ураження японським об'єктам у Сурабаї. 6 травня 65-та оперативна група Східного флоту під командуванням адмірала Дж. Сомервілля вийшла з Тринкомалі й попрямувала в бік Голландської Ост-Індії. Одночасно 66-та оперативна група віцеадмірала А. Пауера вийшла з Коломбо.
25 липня 1944 року «Ротергам» входив до складу ескортної групи британського флоту, що під командуванням адмірала Джеймса Сомервілля проводила операцію «Кримзон», метою якої було завдавання повітряних ударів по японських аеродромах в окупованих індонезійських містах Сабанг, Лхокнга та Кутараджа, що здійснювалася палубною авіацією з авіаносців в Індійському океані.

### 1945
28 квітня 1945 року 63-тя оперативна група бойових кораблів союзників вийшла до Андаманських та Нікобарських островів для зачищення прилеглих акваторій від японських надводних сил.
18 червня 1945 року лідер діяв у складі 63-ї оперативної групи, що прикривала 21-у авіаносну ескадру з авіаносцями «Сталкер», «Кедив» та «Амір», що завдавала ударів по аеродромах японців у північній Суматрі та по їхніх кораблях у Малаккській протоці.